# Бедивер
Сэр Бедивер (англ. Bedivere или Bedevere, валл. Bedwyr, фр. Bédoier) в Артуриане — рыцарь Круглого стола, который возвращает Экскалибур Владычице Озера. Он один из приближенных короля Артура, часто ассоциируется с сэром Кеем. Его брат — сэр Лукан, кузен — сэр Грифлет.

## Роль в валлийской традиции
Бедивер — один из самых ранних персонажей, связанных с Артуровским циклом, он появляется в ряде ранних валлийских текстов, где он описан как Бедуир Бедридант (валл. Bedwyr Bedrydant, что можно перевести как Бедуир Крепкожильный), красивый однорукий рыцарь, соратник Артура. Его отец — Педраут или Бедраут, его дети — Амрен и Эневог.
Одно из наиболее ранних упоминаний Бедуира может быть найдено в поэме десятого столетия «Pa Gur», где перечисляются подвиги рыцарей Артура, включая Бедуира, Кея и Манавидана. О Бедуире рассказчик говорит:

Они падали сотнями
Перед Бедуиром Крепкожильным.
На берегах Тривруида
Сражался он с Гарулуидом,
Яростный,
С мечом и щитом.
Оригинальный текст (англ.)
They fell by the hundred
before Bedwyr of the Perfect-Sinew.
On the shores of Tryfrwyd
fighting with Garwlwyd
furious was his nature
with sword and shield.

В Житии св. Кадока (ок. 1100) Бедуир вместе с Артуром и Кеем выступает на стороне короля Гвинлиу, похитившего Гвладис, дочь короля Брихана из Брекнока; Артур и его рыцари помогают примирить враждующие стороны. Возможная отсылка к Бедуиру, «источник Бедуира», присутствует в поэме девятого века «Marwnad Cadwallon ap Cadfan». В «Englynion y Beddau» местом упокоения Бедуира названа гора Трифан («the grave of Bedwyr… on Tryfan hill»). В «Триадах острова Британия» Бедуир назван среди «увенчанных в битвах мужей»:

Три Увенчанных в Битвах Мужа Острова Британии: Дристан, сын Таллуха, и Хуайль, сын Кау, и Кей, сын Кенира с Прекрасной Бородой. Но один был увенчан более, чем все эти трое: это был Бедуир, сын Бедраука.

### Завоевание Олвен
В повести «Килух и Олвен» из «Мабиногиона» Бедуир — достаточно значимый персонаж. Он вместе со своим другом Кеем назван во главе списка двора короля Артура; Бедуир описан как самый красивый мужчина в мире кроме Артура и Дриха, сына Кидбара. Также он владеет магическим копьем, рана от которого «тяжелее девяти ран, нанесенных любым другим оружием».
Бедуир призван сопровождать Килуха в его квесте по завоеванию права на руку Олвен; он наносит удар великану Исбаддадену его же собственным отравленным копьем. Он помогает Килуху в выполнении невозможных заданий, выданных Исбаддаденом, вместе с Кеем и Гореу убивает Гурнаха Великана, спасает из заточения Мабона, сына Модрон, добывает волосы Диллуса Бородатого и котел Диурнаха, принимает участие в охоте на Турха Труйта.
Повесть оканчивается выполнением всех заданий, убийством Исбаддадена и свадьбой Килуха и Олвен.

## Гальфрид Монмутский и позднейшая традиция
В «Истории королей Британии» Гальфрида Монмутского Бедивер — один из верных союзников Артура, эта роль ему отводится и в большинстве последующих произведений Артурианы. Он вместе с Артуром и Кеем побеждает великана горы Михаила и сражается на стороне Артура в войне с римским императором Луцием Тиберием.
В нескольких английских версиях смерти Артура, включая «Смерть Артура» Мэлори, «Alliterative Morte Arthure» и «Stanzaic Morte Arthur», Бедивер и Артур оказываются среди немногих выживших в битве при Камланне.
После битвы по просьбе смертельно раненного короля Бедивер относит Экскалибур обратно Владычице Озера. Впрочем, делает он это не сразу, так как считает, что меч слишком ценен для Британии, чтобы просто бросить его в воду. Он прячет Экскалибур и дважды возвращается к Артуру, сказав, что выполнил поручение и ничего особенного не случилось, но всякий раз король обвиняет его во лжи, так как знает, что возвращение волшебного меча должно вызвать некое сверхъестественное событие. Наконец сэр Бедивер все-таки бросает меч в воду. Из волн появляется рука, которая ловит меч, взмахивает им в воздухе и скрывается под водой. Теперь Артур убеждается, что меч действительно возвращен.
После смерти Артура Бедивер уходит в отшельническую обитель, где и проводит остаток жизни.

## В современной культуре
Литература
- В современной Артуриане Бедивер остается популярным персонажем. Некоторые авторы, например, Розмари Сатклифф, Джиллиан Брэдшоу, Джон М. Форд и Мэри Стюарт, даже отводят ему традиционно принадлежащую Ланселоту роль любовника Гвиневры: Ланселот как персонаж появился в Артуровском цикле слишком поздно, чтобы быть исторической фигурой. В «Хрониках Артура» (англ. The Warlord Chronicles) Бернарда Корнуэлла многие легендарные деяния Бедивера совершает Дерфель Кадарн, рассказчик.

Кино
- Рыцари круглого стола / Knights of the Round Table (1953; США) режиссёр Ричард Торп, в роли Бедивера Джон Брукин.
- В фильме Монти Пайтон 1975 года «Монти Пайтон и Священный Грааль» «сэра Бедивера Мудрого» играет Терри Джонс, в бродвейском мюзикле «Спамалот» его изначально играл Стив Розен. Он изображен мастером невероятно странной логики древних времен. Несмотря на причудливость умозаключений Бедивера, он очень предан Артуру и единственный из главных героев остается с ним в конце фильма.
- В фильме «Меч короля Артура»(2017), роль Бедивера исполнил двукратный номинант на премию «Оскар» Джимон Хонсу.